# Riceboro
Riceboro es una ciudad ubicada en el condado de Liberty en el estado estadounidense de Georgia. En el año 2000 tenía una población de 736 habitantes.

## Geografía
Riceboro se encuentra ubicada en las coordenadas 31°44′7″N 81°26′25″O / 31.73528, -81.44028 (31.735411, -81.440240).
Según la Oficina del Censo, la localidad tiene un área total de 29,5 km² (11,4 mi²), de la cual 28,7 km² (11,1 mi²) es tierra y 0,8 km² (0 mi²) (2.70%) es agua.

## Demografía
Según la Oficina del Censo en 2000 los ingresos medios por hogar en la localidad eran de $31,406, y los ingresos medios por familia eran $40,938. Los hombres tenían unos ingresos medios de $31,635 frente a los $17,250 para las mujeres. La renta per cápita para la localidad era de $15,235. 